# Балброн
Балброн (фр. Balbronn) насеље је и општина у источној Француској у региону Алзас, у департману Доња Рајна која припада префектури Молсхајм.
По подацима из 2011. године у општини је живело 633 становника, а густина насељености је износила 62,18 становника/km². Општина се простире на површини од 10,18 km². Налази се на средњој надморској висини од 230 метара (максималној 450 m, а минималној 209 m).

## Демографија
| 1962. | 1968. | 1975. | 1982. | 1990. | 1999. | 2011. |
| ----- | ----- | ----- | ----- | ----- | ----- | ----- |
| 594   | 600   | 587   | 563   | 581   | 602   | 633   |

График промене броја становника у току последњих година